# Irwin Kostal
Irwin Kostal (Chicago, 1º ottobre 1911 – Studio City, 23 novembre 1994) è stato un compositore statunitense di colonne sonore cinematografiche.

## Premi Oscar Miglior Colonna Sonora

### Vittorie
- West Side Story (1962)
- Tutti insieme appassionatamente (1966)

### Nomination
- Mary Poppins (1965)
- Pomi d'ottone e manici di scopa (1972)
- Elliott, il drago invisibile (1978)